# Vinalopó Medio
El Vinalopó Medio (en valenciano Vinalopó Mitjà) es una comarca de la provincia de Alicante (España), situada en la Comunidad Valenciana. Su capital, como centro administrativo, es el municipio de Elda.

## Municipios
| Municipio             | Población (2023) | Superficie | Densidad |
| --------------------- | ---------------- | ---------- | -------- |
| Elda                  | 53 054           | 45,79      | 1192,79  |
| Petrel                | 33 914           | 104,26     | 328,75   |
| Novelda               | 25 771           | 75,70      | 338,85   |
| Aspe                  | 21 473           | 69,79      | 296,80   |
| Monóvar               | 12 542           | 152,00     | 80,05    |
| Monforte del Cid      | 8777             | 79,50      | 102,70   |
| Pinoso                | 8281             | 126,48     | 62,98    |
| Hondón de las Nieves  | 2698             | 68,80      | 36,98    |
| La Romana             | 2632             | 43,30      | 56,21    |
| Algueña               | 1395             | 18,43      | 72,49    |
| Hondón de los Frailes | 1311             | 12,55      | 95,46    |
| Total                 | 171 848          | 796,60     | 214,75   |

## Geografía
La comarca del Medio Vinalopó es una zona con una orografía muy accidentada, en la que resaltan sus numerosos valles, así como las sierras que delimitan sus fronteras naturales. 
Se puede decir que la comarca tiene una forma aparentemente rectangular, y está compuesta por cuatro valles: uno que discurre de forma vertical y otros tres que lo hacen de forma horizontal. El valle principal es el que forma el corredor del río Vinalopó, llamado valle del Vinalopó, en disposición norte-sur. En este corredor se encuentran las localidades con mayor población, el núcleo formado por Elda-Petrel con casi 90 000 habitantes, y el eje Novelda-Aspe que ronda los 50 000 hab. 
El resto de valles, inciden perpendicularmente al eje del Vinalopó, y están limitados al norte y sur por montes y serranías de la comarca. Así pues, el primer valle horizontal, sería el situado al sur de la Sierra de Salinas, al oeste de Elda, que comprende la extensión que hay entre las poblaciones de Monóvar y Pinoso. El segundo estaría situado al oeste de La Romana, conocido como valle de Algayat, formando un corredor donde se encuentran La Romana y Algueña. Y por último, encontraríamos el valle formado por el río Tarafa, que hacia el oeste de Aspe, forma otro corredor donde se extienden los municipios de Hondón de las Nieves y Hondón de los Frailes.
La comarca en sí está encajonada por importantes sierras. La Sierra de Salinas al norte, que la separa del Alto Vinalopó; la Sierra de Crevillente al sur, que la separa del Bajo Vinalopó y las sierras del Cid y Maigmó, que las separan de la Huerta de Alicante y de la Hoya de Alcoy.

## Economía y actividad

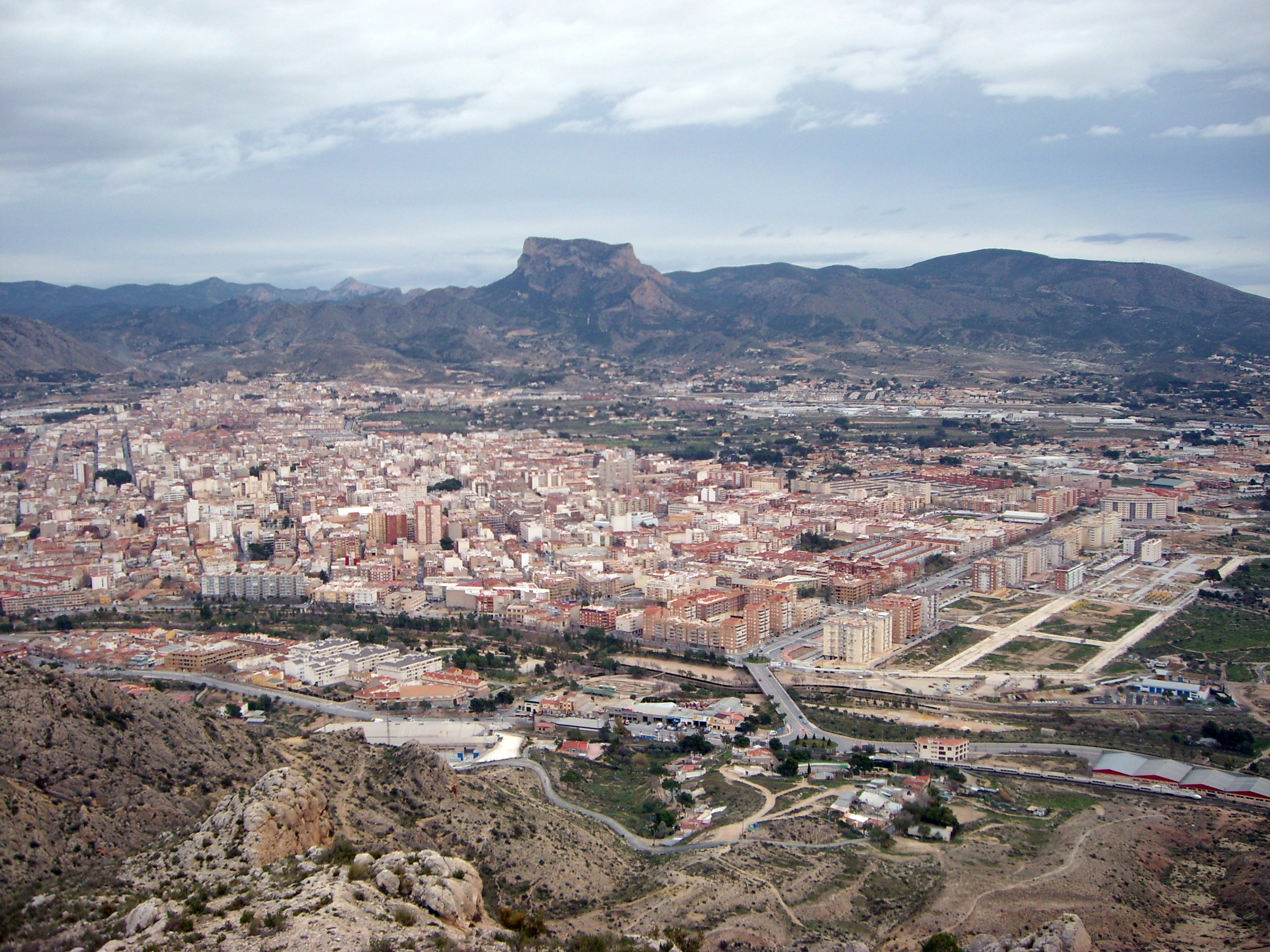
Elda-Petrel desde Bolón

El Medio Vinalopó tiene una larga tradición en los sectores industrial y agrícola. Hay tres sectores fundamentales en los que se basa la economía de la comarca: el calzado, el mármol, y la vid.
Desde principios del siglo XX en Elda se ha venido desarrollando una industria del calzado, que ha ido cobrando peso con los años, llegando a su apogeo durante la época en la que funcionaba en esta localidad la Feria Internacional del Calzado (Ficia Museo Calzado). Aunque durante los últimos años el sector del calzado está atravesando una seria crisis, esta industria se ha ido expandiendo durante las últimas décadas, formando parte ya no solo de la actividad económica de Elda, sino también de otras localidades como Petrel y Monóvar.
Si Elda es la capital española del calzado, Novelda lo es del mármol. Los suelos de la comarca son muy ricos en cuanto a extracción de materiales. Es raro encontrar un municipio de la comarca que no tenga abierta una cantera de explotación, bien de mármol, o bien de piedra, que si bien está sirviendo para que la industria se expanda por los pueblos más pequeños, el grueso del volumen de manufactura de estos materiales, se lleva a cabo en las fábricas de la ciudad de la Magdalena.
La tercera actividad tradicional más importante es la del cultivo de la vid. Dentro de este cultivo, podemos diferenciar dos grandes zonas: las que se dedican al cultivo de la vid para la producción de vinos, como Moscatel, Fondillón (Monóvar, Pinoso, etc,); o las que se dedican a la producción de uva de mesa (Novelda, Aspe, Monforte del Cid, etc,). La gran calidad de la uva recogida en la comarca, ha promovido que se le otorgue la denominación de origen Uva de mesa embolsada Vinalopó. Cultiva en (Novelda) Una uva de mesa blanca, embolsada, de una calidad superior.

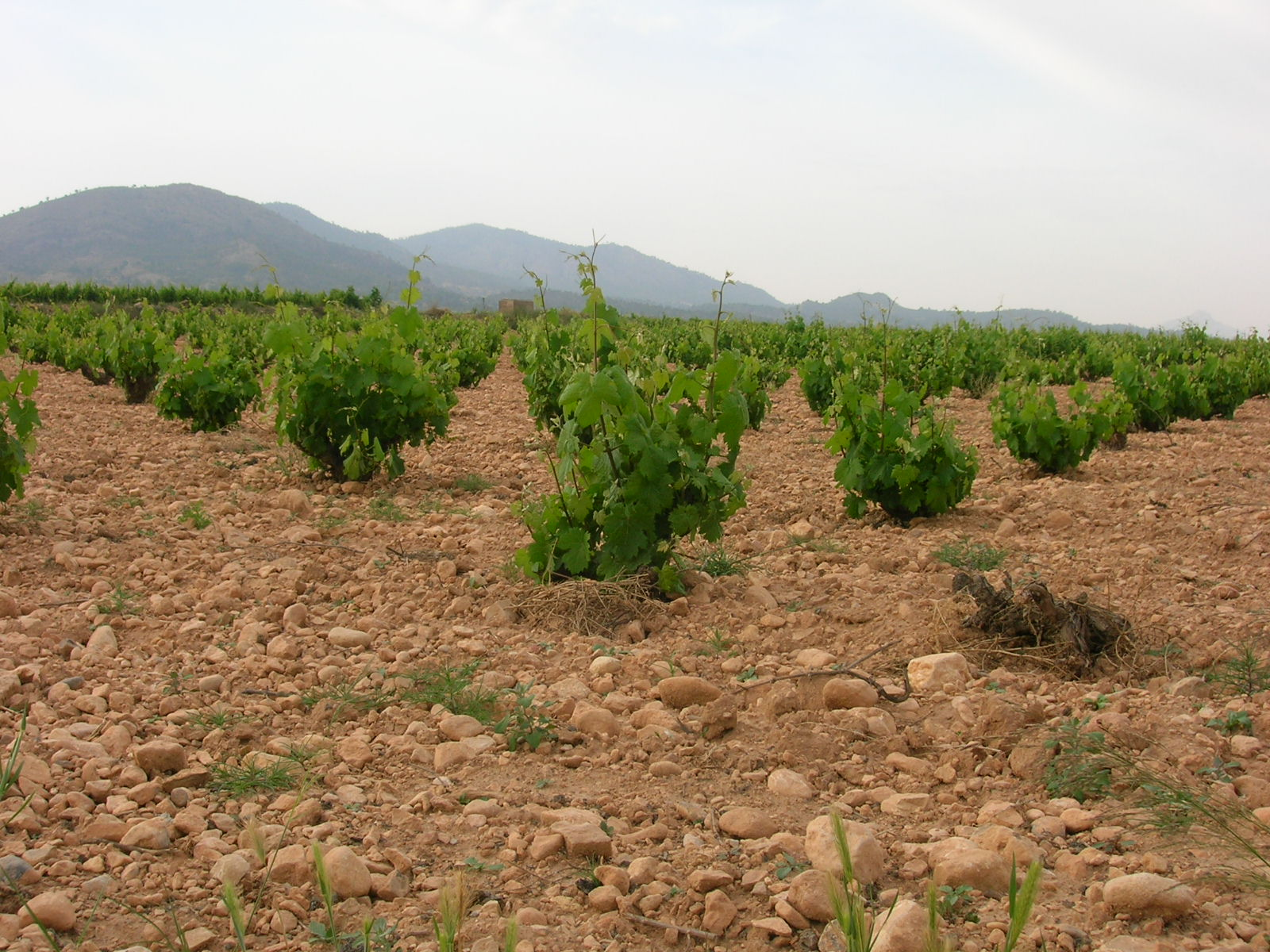
Paisaje típico de viñedos del Vinalopó

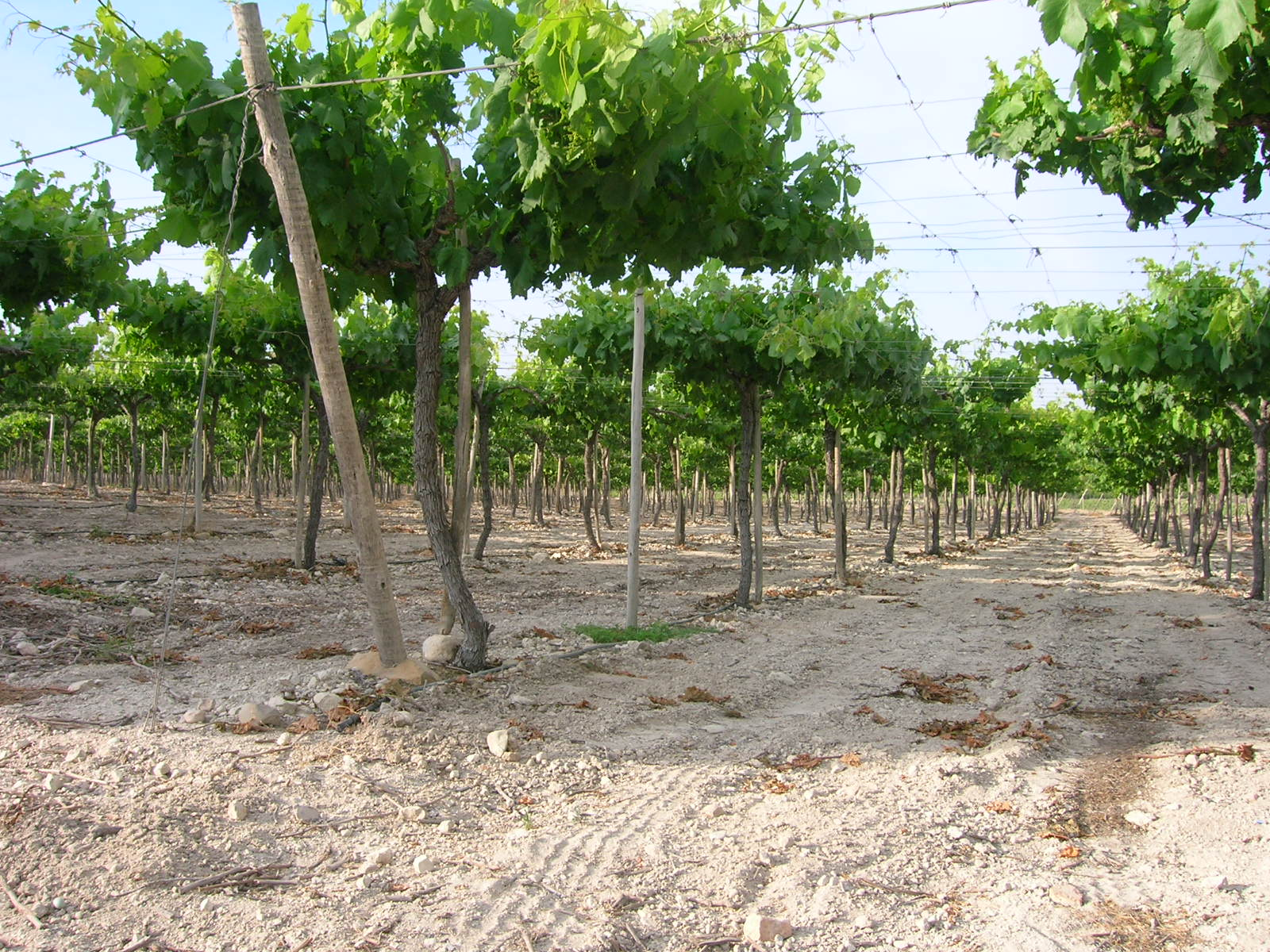
Vides de uva de mesa del Vinalopó

## Lenguas
La mayoría de los municipios de la comarca están incluidos en la demarcación de predominio lingüístico oficial valenciano, excepto la capital, Elda, y los municipios de Aspe y Monforte del Cid, que han sido siempre tradicionalmente de lengua española. Sin embargo, la lengua mayoritaria en la comarca es el español, debido al mayor peso demográfico de estos tres municipios (casi la mitad de la población de la comarca), y por el amplio predomino del español en Petrel y, en menor medida, otros municipios valencianohablantes.